# Мухаммед Салим-паша
Мухаммед Салим-паша, также известный как Капитан Салим и Селим Бимбаши (XIX век, точные даты жизни неизвестны), — османский морской офицер, географ, путешественник и научный писатель, исследователь Африки.
Родился на острове Крит. В молодости вместе с семьёй переехал в Египет, где в то время правил Мухаммед Али-паша, и стал офицером египетского флота. Некоторое время служил в Александрии, после чего по поручению Али-паши возглавил экспедиции в тропическую Африку, целью которой было отыскать истоки Нила. При планировании экспедиций Салим-паша сразу исключил вероятность нахождения истоков Белого Нила на западе.
Всего Салим-паша совершил три экспедиции в Африку в период между 1839 и 1842 годами. Первая экспедиция стартовала из Хартума 16 ноября 1839 года, насчитывала в своём составе 400 человек; в ходе неё удалось дойти до реки Собат. Вторая экспедиция состоялась в 1840 году и дошла до Гондокоро. Третья экспедиция (1842 год) дошла практически до экватора.
Несмотря на то, что Салиму не удалось обнаружить истоки Нила, по итогам своих путешествий он написал несколько научных работ и создал несколько географических карт района Белого Нила, которыми впоследствии пользовались европейские исследователи Африки. Также ему и его людям удалось во время второй экспедиции обратить несколько племён Гондокоро в ислам.
Работы Салима-паши были написаны на османском турецком языке. Некоторые из них были переведены и опубликованы на французском языке в 1842 году. В самом же Египте перевод его работ на арабский и их издания начались только после 1922 года.